# Uppsala-ESO Survey of Asteroids and Comets
Der Uppsala-ESO Survey of Asteroids and Comets (UESAC), übersetzbar mit "Uppsala-ESO-Durchmusterung für Asteroiden und Kometen" wurde in den Jahren 1992 und 1993 durchgeführt. Dabei wurden 1102 Asteroiden entdeckt. Darüber hinaus wurden mehr als 15.000 Asteroidenpositionen bestimmt und ca. 2500 Umlaufbahnen berechnet. 
Die Durchmusterung wurde von der Europäischen Südsternwarte in Chile und dem Siding-Spring-Observatorium durchgeführt.